# Mirinda Carfrae
Mirinda Carfrae (Brisbane, 26 de marzo de 1981) es una deportista australiana que compitió en triatlón.
Ganó una medalla de oro en el Campeonato Mundial por Relevos de 2003 y una medalla de plata en el Campeonato de Oceanía de Triatlón de 2003. Además, obtuvo una medalla de plata en el Campeonato Mundial de Triatlón de Larga Distancia de 2005. En Ironman consiguió siete medallas en el Campeonato Mundial entre los años 2009 y 2016, y en Ironman 70.3 logró dos medallas en el Campeonato Mundial, en los años 2006 y 2007.

## Palmarés internacional
| Campeonato Mundial por Relevos | Campeonato Mundial por Relevos | Campeonato Mundial por Relevos | Campeonato Mundial por Relevos |
| Año                            | Lugar                          | Medalla                        | Prueba                         |
| ------------------------------ | ------------------------------ | ------------------------------ | ------------------------------ |
| 2003                           | Tiszaújváros (Hungría)         | Medalla de oro                 | Relevos                        |
| Campeonato de Oceanía          |                                |                                |                                |
| Año                            | Lugar                          | Medalla                        | Prueba                         |
| 2003                           | Queenstown (Nueva Zelanda)     | Medalla de plata               | Individual                     |

| Campeonato Mundial | Campeonato Mundial     | Campeonato Mundial | Campeonato Mundial |
| Año                | Lugar                  | Medalla            | Prueba             |
| ------------------ | ---------------------- | ------------------ | ------------------ |
| 2005               | Fredericia (Dinamarca) | Medalla de plata   | Individual         |

| Campeonato Mundial | Campeonato Mundial     | Campeonato Mundial | Campeonato Mundial |
| Año                | Lugar                  | Medalla            | Prueba             |
| ------------------ | ---------------------- | ------------------ | ------------------ |
| 2009               | Hawái (Estados Unidos) | Medalla de plata   | Individual         |
| 2010               | Hawái (Estados Unidos) | Medalla de oro     | Individual         |
| 2011               | Hawái (Estados Unidos) | Medalla de plata   | Individual         |
| 2012               | Hawái (Estados Unidos) | Medalla de bronce  | Individual         |
| 2013               | Hawái (Estados Unidos) | Medalla de oro     | Individual         |
| 2014               | Hawái (Estados Unidos) | Medalla de oro     | Individual         |
| 2016               | Hawái (Estados Unidos) | Medalla de plata   | Individual         |

| Campeonato Mundial | Campeonato Mundial          | Campeonato Mundial | Campeonato Mundial |
| Año                | Lugar                       | Medalla            | Prueba             |
| ------------------ | --------------------------- | ------------------ | ------------------ |
| 2006               | Clearwater (Estados Unidos) | Medalla de bronce  | Individual         |
| 2007               | Clearwater (Estados Unidos) | Medalla de oro     | Individual         |